# Hans Pieper (Kaufmann)
Hans Pieper (* 31. Oktober 1929 in Saarlouis; † 12. März 2019 ebenda) war ein deutscher Kaufmann und Vizepräsident der Industrie- und Handelskammer Saarbrücken.

## Leben
Nach einem Studium der Volkswirtschaftslehre trat Hans Pieper 1957 in das Familienunternehmen (Einzelhandel) Ludwig Pieper GmbH & CO KG, das 1885 von dem Klempnermeister Ludwig Pieper und seiner Frau Johanna in Saarlouis gegründet wurde, ein. 1969 übernahm er als geschäftsführender Gesellschafter die Leitung des Unternehmens. 
Von 1969 bis 1993 war er Mitglied der Vollversammlung der  Industrie- und Handelskammer Saarbrücken, deren Vizepräsident er in den Jahren von 1977 bis 1993 war. 
Hans Pieper wurde am 18. März 2019 auf dem Friedhof Neue Welt in Saarlouis beigesetzt.

## Öffentliche Ämter
- 1977–1991 Vorsitzender der Arbeitsgemeinschaft der Mittel- und Großbetriebe des Einzelhandels Saarland
- 1979–1991 Präsident des Saarländischen Einzelhandelsverbandes und Präsidiumsmitglied des Handelsverbands Deutschland

## Auszeichnungen
- Bundesverdienstkreuz I. Klasse
- Ehrenmedaille der IHK
- Ehrenmitglied des Handelsverbands Saarland